# 27408 Kellyferguson
27408 Kellyferguson este o planetă minoră (asteroid), cu un diametru de 3,433 km, din centura de asteroizi. A fost descoperită pe 11 martie 2000 la Stația Anderson Mesa de Lowell Observatory Near-Earth-Object Search. 
Obiectul prezintă o orbită caracterizată de o semiaxă mare de 2,6903214 UAi, o excentricitate de 0,18, o înclinație de 4,63673 ° în raport cu ecliptica.